# Modules de skatepark
Les modules de skatepark sont des éléments utilisés pour créer des aires adaptées à la pratique du skateboard, du roller, du BMX ou de la trottinette freestyle appelées skatepark.

## Modules existants

### Street

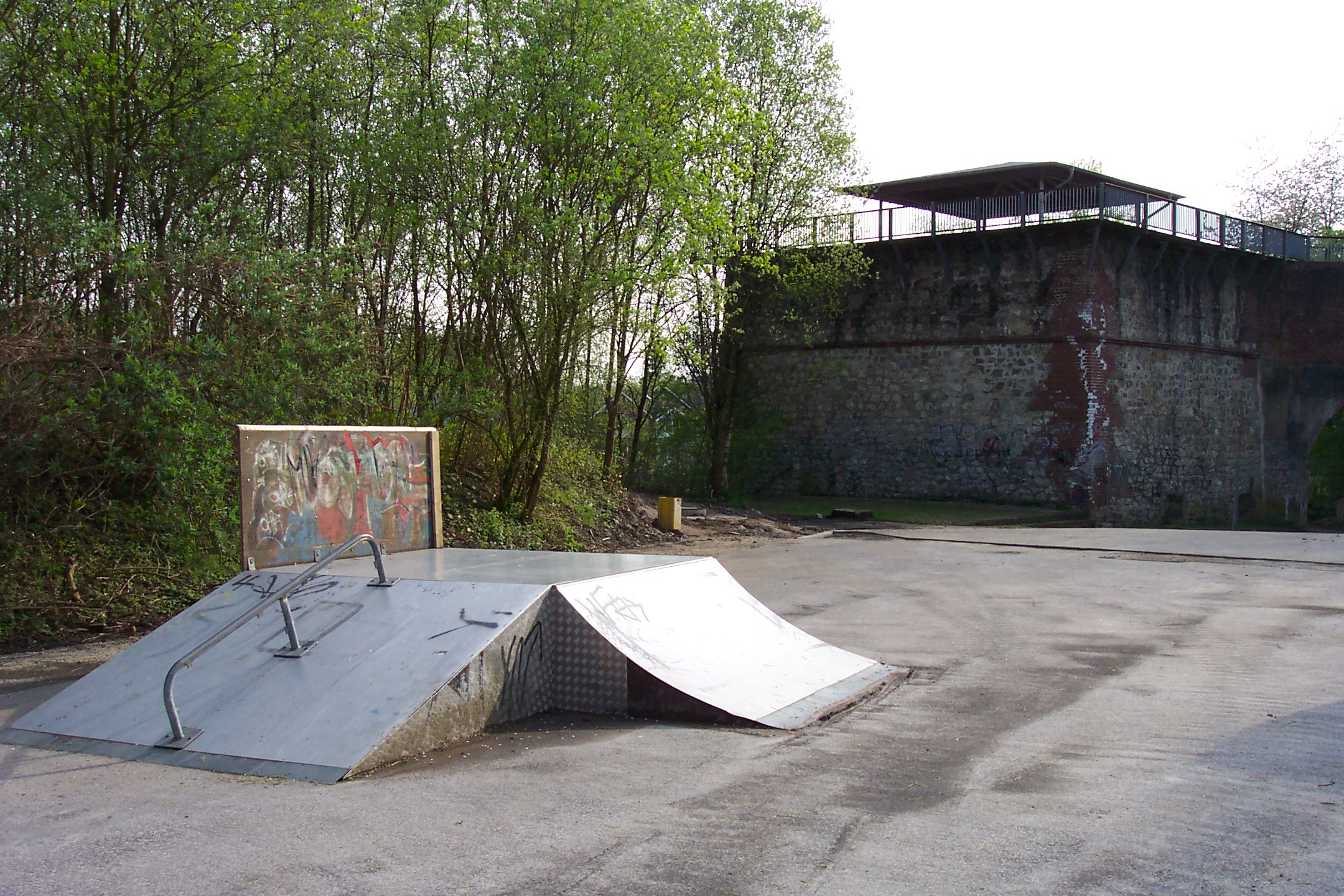
« Funbox », ou table, avec rail.

- Le ledge : variante du premier, il s'agit d'un « curb » incliné, généralement plus haut ou plus long que le « curb » de base ;
- Le rail : outre ;
  - Le curb : c'est un solide, sur l'arrête duquel on réalise des « slides » ou des « grinds ». Celui-ci n'est pas forcément artificiel et on le retrouve dans le mobilier urbain (bancs, rebords de trottoirs, etc.) ;

« curb », il est également possible d'effectuer des « slides » ou des « grinds » sur des rails, aussi appelés « barres de slides ». En analogie avec le mobilier urbain, citons les rampes d'escaliers (handrails) ;
- Le kink rail : à l'image du « ledge », c'est un rail incliné, plus dur à « slider » et « grinder » ;
- La funbox : ce sont des solides assez larges, surélevés par rapport au sol (d'où le nom « table » ou « palette »). Contrairement au « curb », le but n'est pas de glisser sur l'arrête mais de rouler sur la surface, la finalité étant d'y effectuer l'un ou l'autre « manual » ; ou "nose manual"
- La pyramide : c'est un solide plat au centre entouré de quatre plans inclinés et permettant de s'élever en l'air ;
- La jumpbox : c'est un module formé de deux petits « quarters » posés dos-à-dos. Il permet lui aussi de s'élever dans les airs ;

### Rampes

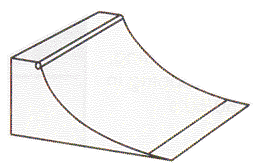
Un quarter-pipe.

- Le half-pipe ou rampe : Il s'agit d'une rampe en forme de « U », dans laquelle les skaters et les trottiriders effectuent des va-et-vients, prenant de la vitesse et effectuant de part et d'autre des tricks divers. À l'extrémité du half-pipe se trouve un rail appelé plus spécifiquement « coping », et sur lequel peuvent se faire des « slides » ou des « grinds » aussi bien que des tricks plus particuliers (« tricks au coping »). Le nom half-pipe signifie en anglais « demi-tube », une analogie qui parait évidente lorsque l'on considère la forme du module ;
- Le quarter-pipe : comme son nom le laisse penser, le quarter est en quelque sorte un demi half-pipe. Il s'agit ainsi d'une plan incliné concave, arborant un « coping » à l'extrémité supérieure. On peut combiner deux quarter pour reconstituer un half-pipe, mais on peut également les combiner d'une autre façon, en faisant coïncider les deux copings, créant ainsi un spin ;
- La langue : Aussi appelé « drop-in », c'est une sorte de quarter en forme de langue, le principe est juste de prendre de la vitesse. Ce module est souvent utilisé pour les compétitions, il permet d'entrer dans le half-pipe. Il est rare d'en trouver dans un skatepark de rue, mais il est très fréquent d'en trouver dans un skatepark intérieur.

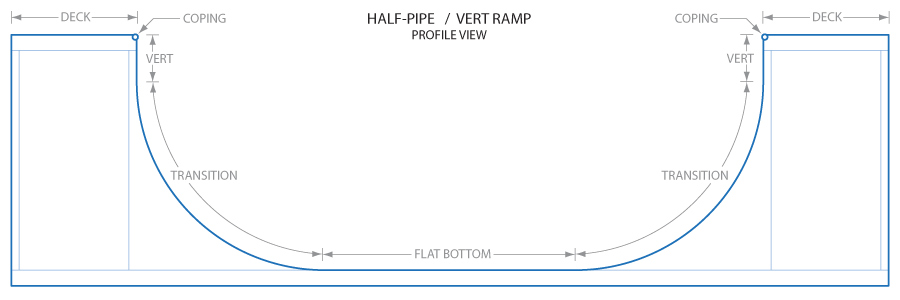
Schéma d'une rampe, ou half-pipe.

### Bowls

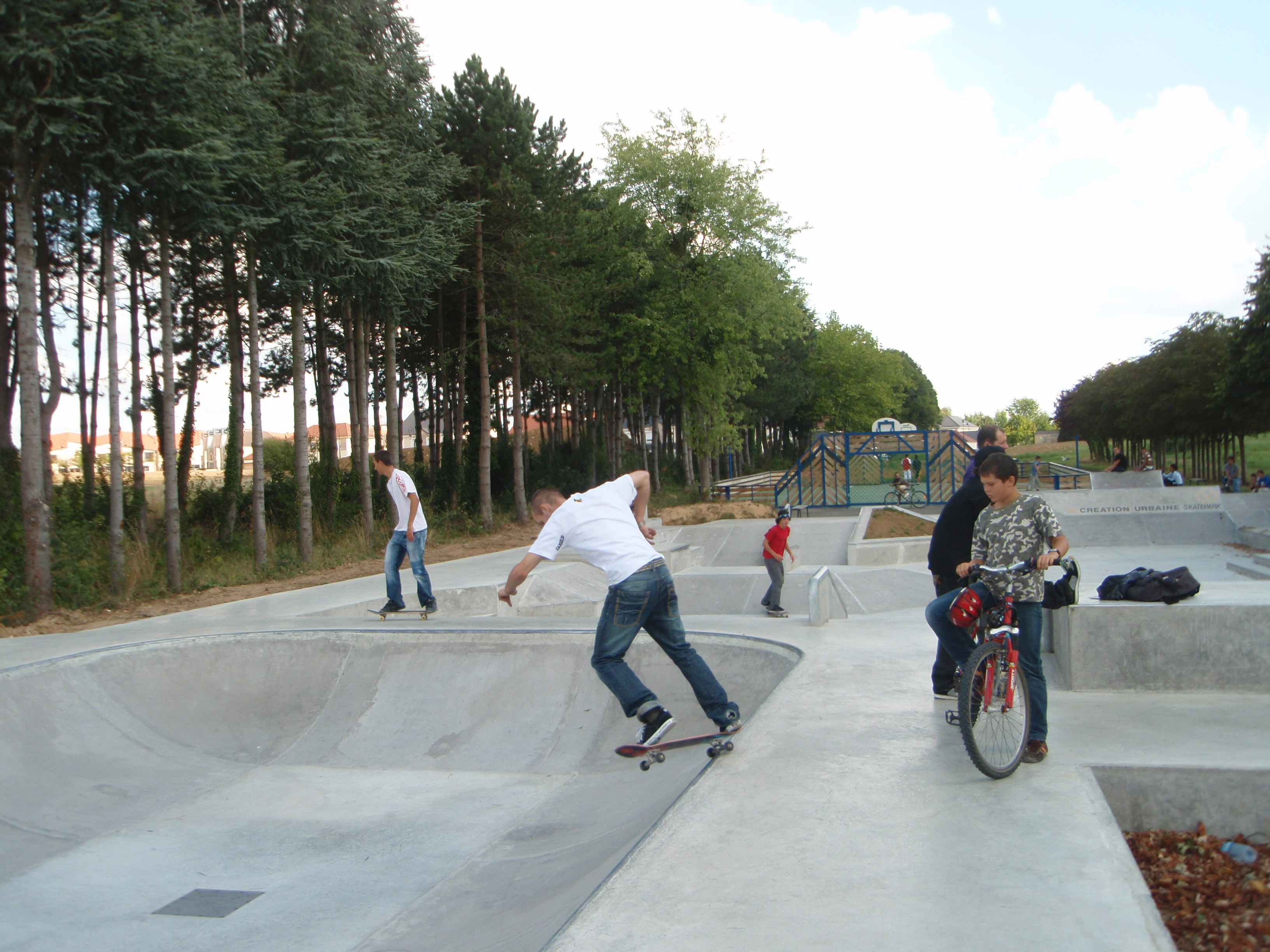
Le « bowl » de Magny-les-Hameaux.

- Le bowl : c'est le module le plus évolué et permettant le plus de possibilités lorsqu'il est bien pensé. Afin de le rendre accessible, ses bords supérieurs (munis généralement d'un « coping ») coïncident avec le sol, lui donnant l'air d'un bassin. Le terme bowl désigne tout type de module s'apparentant à cette définition, sans être forcément demi-sphérique. Ce type de module fut inventé par Tony Alva et les autres Z-Boys, qui pratiquaient, dans les jeunes années du skate, leur discipline dans des piscines vides ;
- Le bump : c'est une excroissance du sol qui permet d'effectuer un saut ;
- Le cradle : aussi dénommé cup, c'est une demi sphère posée à la verticale dans un bowl. C'est un module assez rare qui se répand depuis quelques années ;
- La capsule : c'est un cradle à la forme d'un plateau creux posé à la verticale dans un bowl ;

Étant donné que les bowls se doivent d'être tous innovants et différents, on trouve des modules très spécifiques et uniques au monde :
- Le zebtonoir : c'est un module qui à la forme d'un entonnoir plein et qui sert à passer un spine en courbe ;
- Le cornet : c'est un cradle à la forme d'un cornet posé dans un bowl ;
- Le helmet : c'est un cradle à la forme d'un casque posé dans un bowl.

### Autres

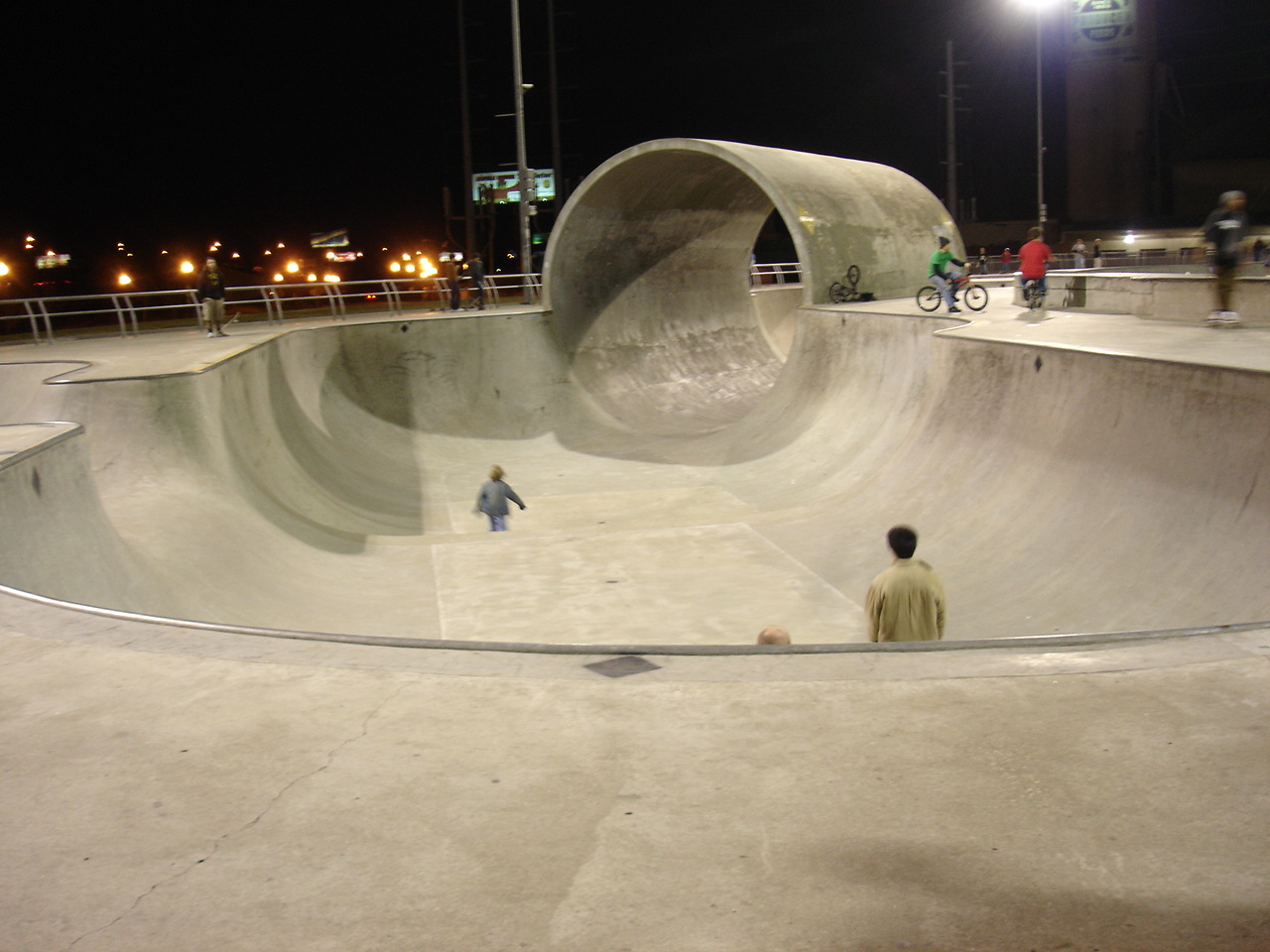
Un full-pipe à Louisville (Kentucky).

- Le full-pipe : c'est un tube complet, un module très rare ;
- Le volcano : c'est un module qui, comme son nom l'indique, a la forme d'un volcan. Il y a un coping sur ses bords supérieurs. On peut en trouver dans certains bowls mais aussi dans les aires de street ;
- Le nipple : c'est une simple excroissance ronde du sol (en français « téton »).